# Jan Benigier
Jan Janusz Benigier (ur. 18 lutego 1950 w Radomsku) – były polski piłkarz grający na pozycji napastnika. Z wykształcenia technik-metalurg.
Wychowanek Stali i Czarnych Radomsko (1965), zawodnik Hali Sportowej Łódź (1966, gdzie pod wodzą Leszka Jezierskiego zdobył tytuł mistrza Polski juniorów), Startu Łódź (1967–1969), Zawiszy Bydgoszcz (1970–1972), Ruchu Chorzów (1972–1980 i 1982–1983), belgijskiego RFC Seraing (1980–1982) i Polonii Bytom (1983–1986). Wyrósł ponad przeciętność w chorzowskim Ruchu, gdzie w ciągu 9 ligowych sezonów (1973–1980 i 1983) rozegrał 229 spotkań, strzelił 74 bramki, 3-krotnie zdobył tytuł mistrza Polski (1974, 1975, 1979) i raz Puchar Polski (1974). 
4-krotny reprezentant Polski, zadebiutował w meczu z Argentyną (1976), a zakończył grę w drużynie narodowej podczas spotkania z Iranem (1976). Srebrny medalista igrzysk olimpijskich w Montrealu w 1976 r. Po zakończeniu kariery zawodniczej, trener (utarła się opinia, że jest szkoleniowcem, który ratuje piłkarskie drużyny zagrożone degradacją do klas niższych), działacz i sędzia piłkarski, m.in. sekretarz Ruch Chorzów. Mistrz Sportu, odznaczony m.in. Srebrnym Medalem za Wybitne Osiągnięcia Sportowe i Srebrnym Krzyżem Zasługi.

## Reprezentacja Polski
| l.p. | Data             | Miejsce  | Przeciwnik | Rezultat | Rozgrywki  | Grał          | Uwagi |
| ---- | ---------------- | -------- | ---------- | -------- | ---------- | ------------- | ----- |
| 1.   | 24 marca 1976    | Chorzów  | Argentyna  | 1-2      | towarzyski | od 46' do 75' |       |
| 2.   | 24 kwietnia 1976 | Lens     | Francja    | 0-2      | towarzyski | od 46'        |       |
| 3.   | 26 maja 1976     | Poznań   | Irlandia   | 0-2      | towarzyski | od 46'        |       |
| 4.   | 22 lipca 1976    | Montreal | Iran       | 3-2      | IO 1976    | od 65'        |       |